# Масаловка (Ростовська область)
Масаловка — хутір у складі Астаховського сільського поселення Кам'янського району Ростовської області. Розташований на лівому березі річки Глибокої.
Межує з мікрорайоном Заводський міста Каменськ-Шахтинського.
Населення — 1788 осіб (2010 рік).

## Географія
Хутір Масаловка положено над лівою притокою Сіверського Дінця річкою Глибока північніше міста Кам'янськ-Шахтинський й західніше його місцевості — Заводського.

### Вулиці
| - вул. Ворошилова, - вул. Гагаріна, - вул. Герцена, - вул. Гоголя, - вул. Дружби, - вул. Кірова, - вул. Кооперативна, - вул. Московська, - вул. Набережна, | - вул. Пушкіна, - вул. Рєпіна, - вул. Радянська, - вул. Степова, - вул. Фрунзе, - пров. Ватутіна, - пров. Демьяна Бідного, - пров. Маяковського, - пров. Пархоменко. |

## Історія
Хутір Масаловка засновано у 1763 році нащадками малоросійського козака Богдана Масалова, який відомий на Сіверському Дінці 1646 року. У другій половини XIX сторіччя хутір Масалов мав 2 частини. Отаманами були урядники З. Тетеревятников та І. Єрохін.
За радянської влади північно-східна частина хутора увійшла до складу селища Заводський, що тепер є північною місцевістю міста Каменськ-Шахтинський.